# Füssen

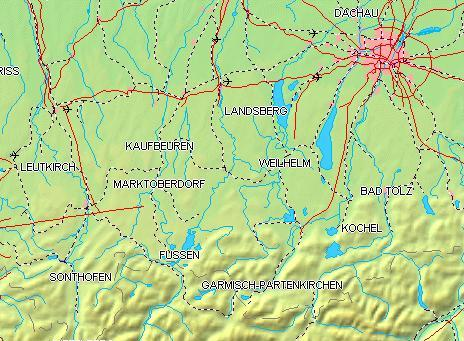

Füssen és una ciutat d'Alemanya, dins de la regió de Suàbia, a l'estat federat de Baviera. Es troba al peu dels Alps, molt a prop de la frontera amb Àustria.
La ciutat és mundialment coneguda pels seus espectaculars castells: Neuschwanstein i Hohenschwangau, que es troben a les muntanyes als afores, i l'enorme muntanya propera anomenada Tegelberg (1870 m).
Té un interessant nucli antic amb llocs d'interès com ara el palau Alt d'estil gòtic tardà, el monestir de Sant Mang, les cases amb frontons medievals i idíl·lics llocs.
Pràcticament tot l'hivern està coberta d'un mantell blanc de neu i fins i tot s'arriben a gelar els llacs que hi ha per aquesta zona.
Forma part de la ruta romàntica alemanya.

## Cinema
El centre de Füssen, la seva estació de ferrocarril, així com les seves carreteres i camps dels voltants, van ser escenari de la famosa pel·lícula La Gran Evasió, en la qual uns presoners aliats aconsegueixen escapar del seu camp de concentració durant la II Guerra Mundial.

## Galeria d'imatges

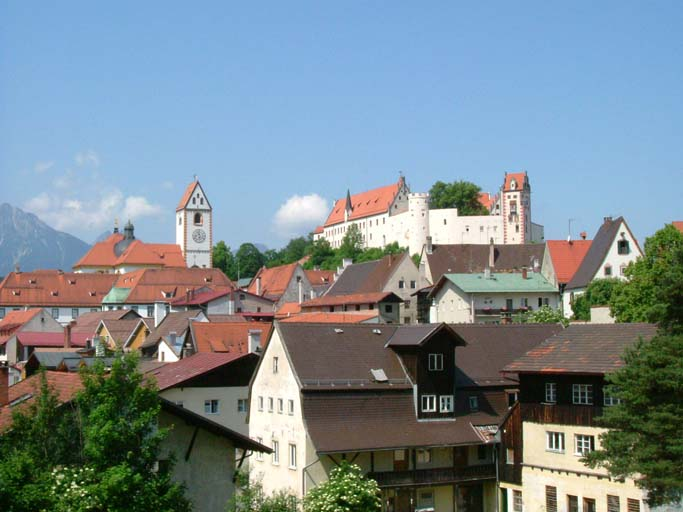
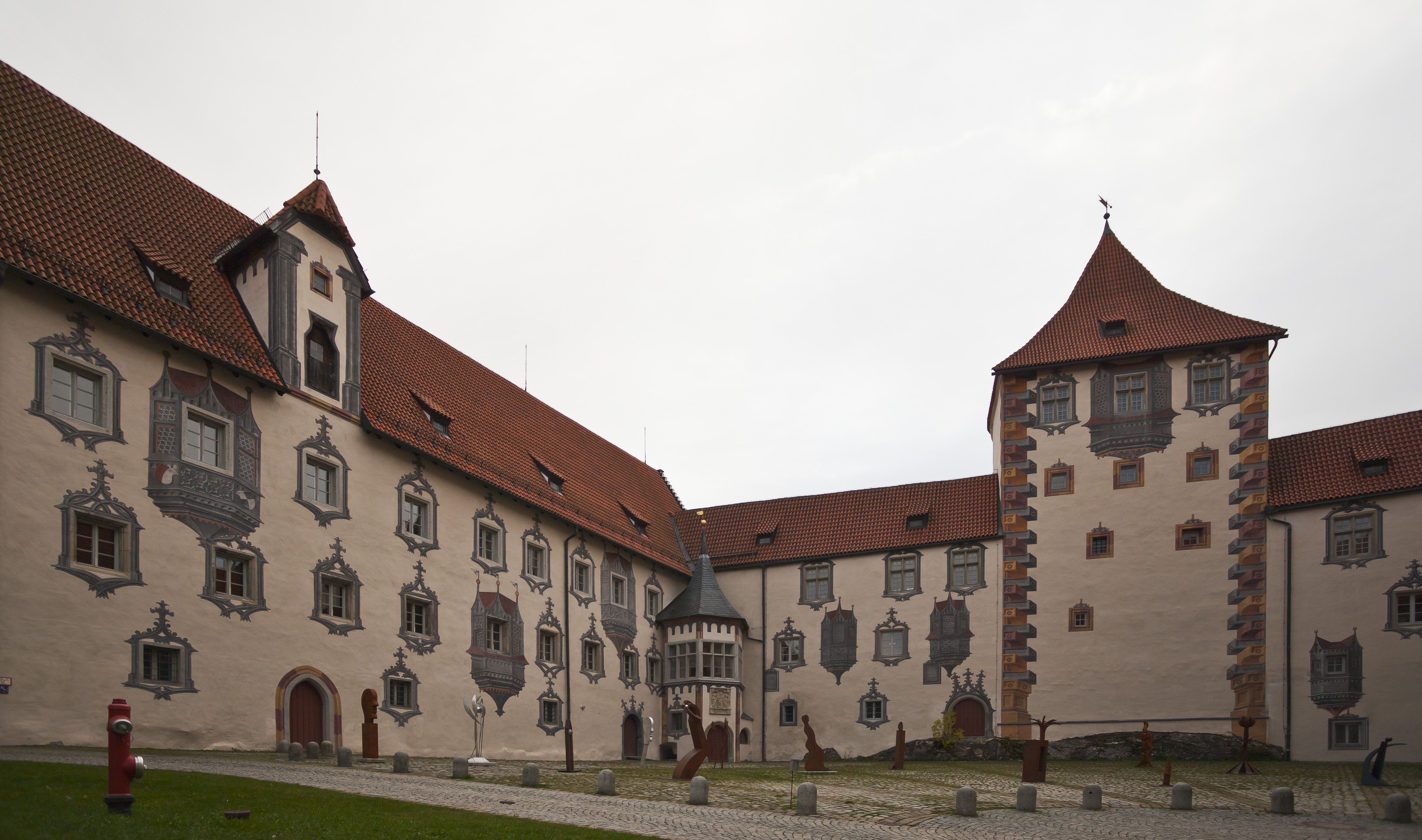
Castell Vell de Füssen.
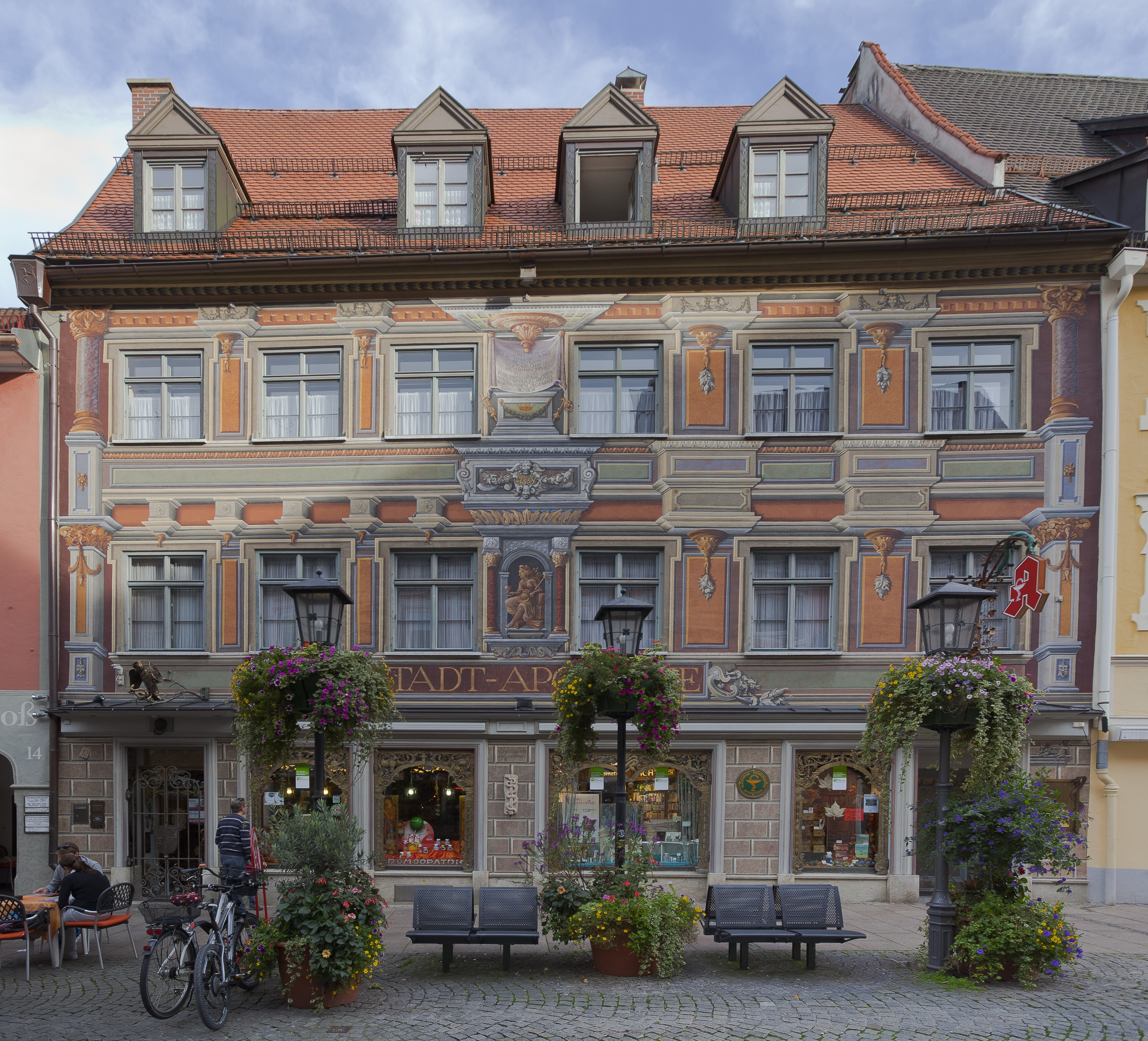
Farmàcia a Füssen.
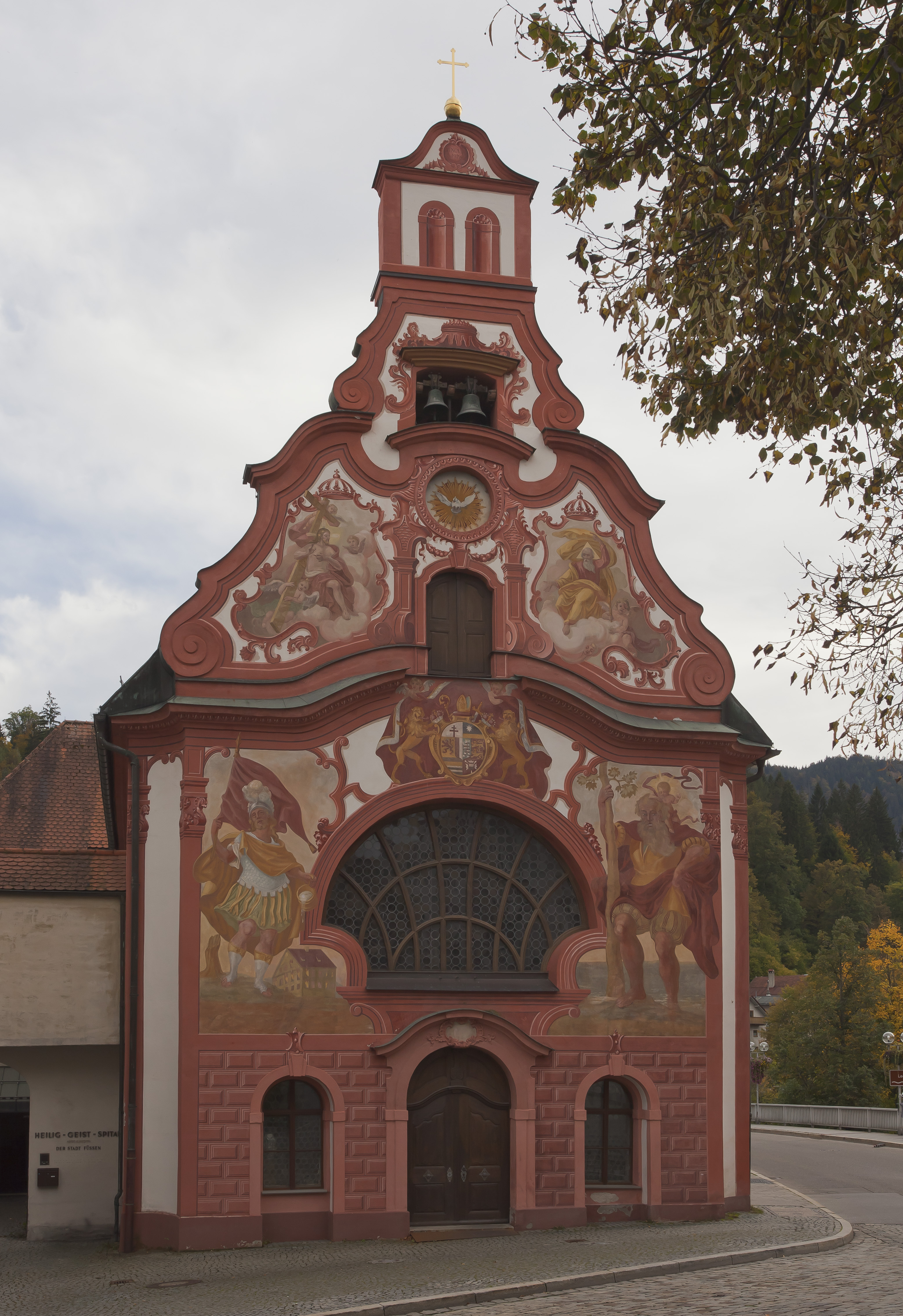
Hospital de l'Esperit Sant.
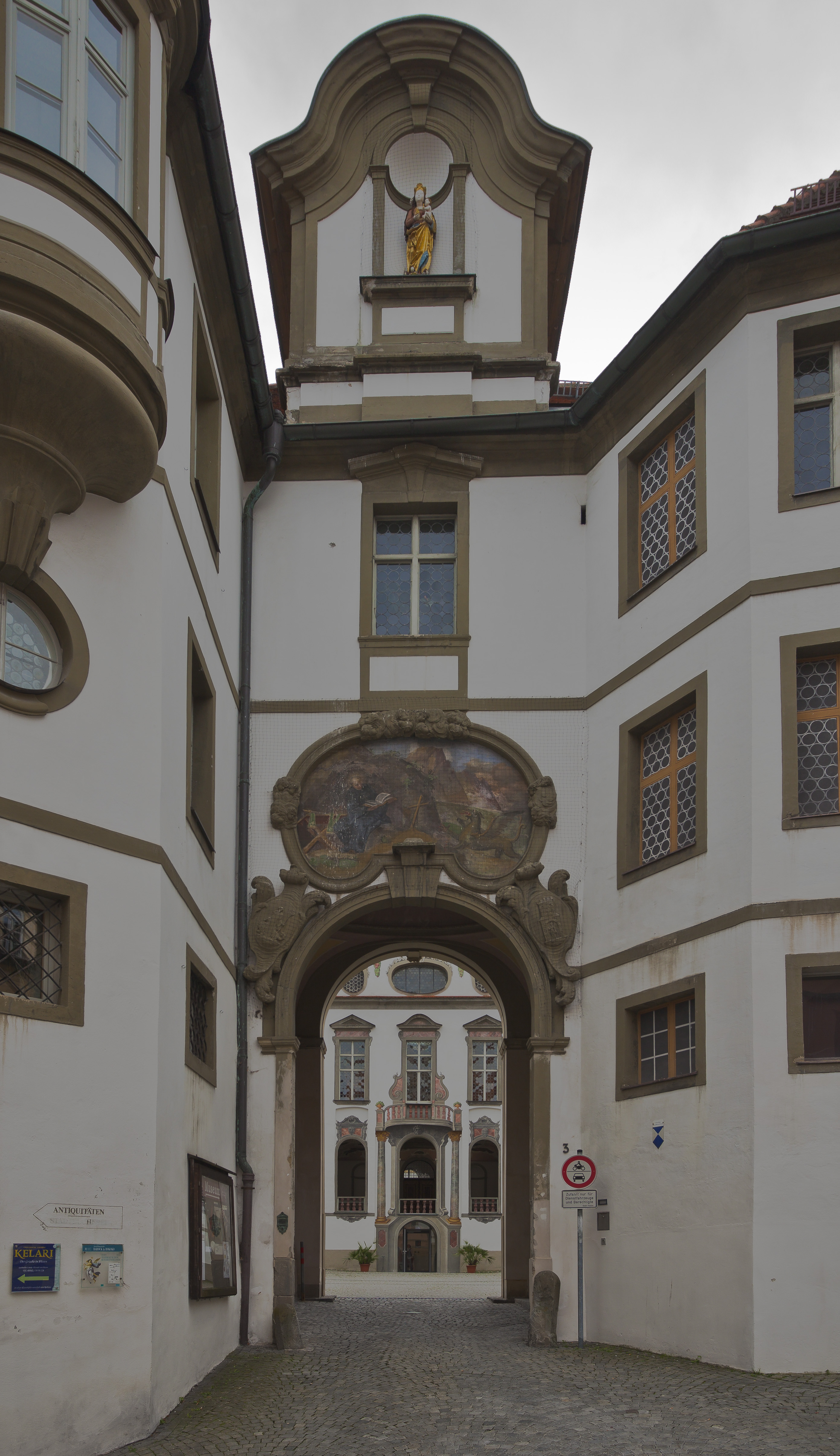
Monastir de Sant Mang.
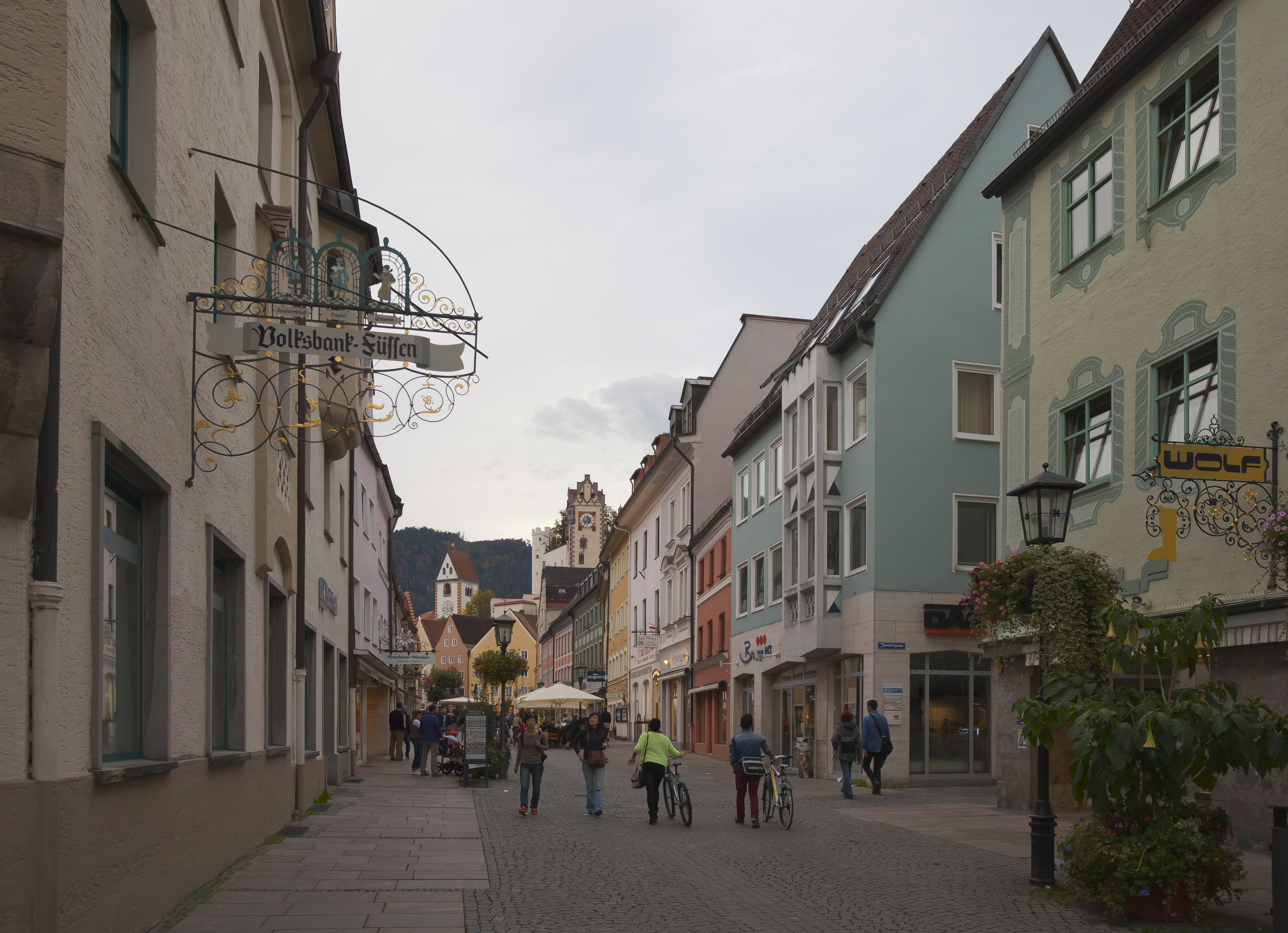
Reichenstr.
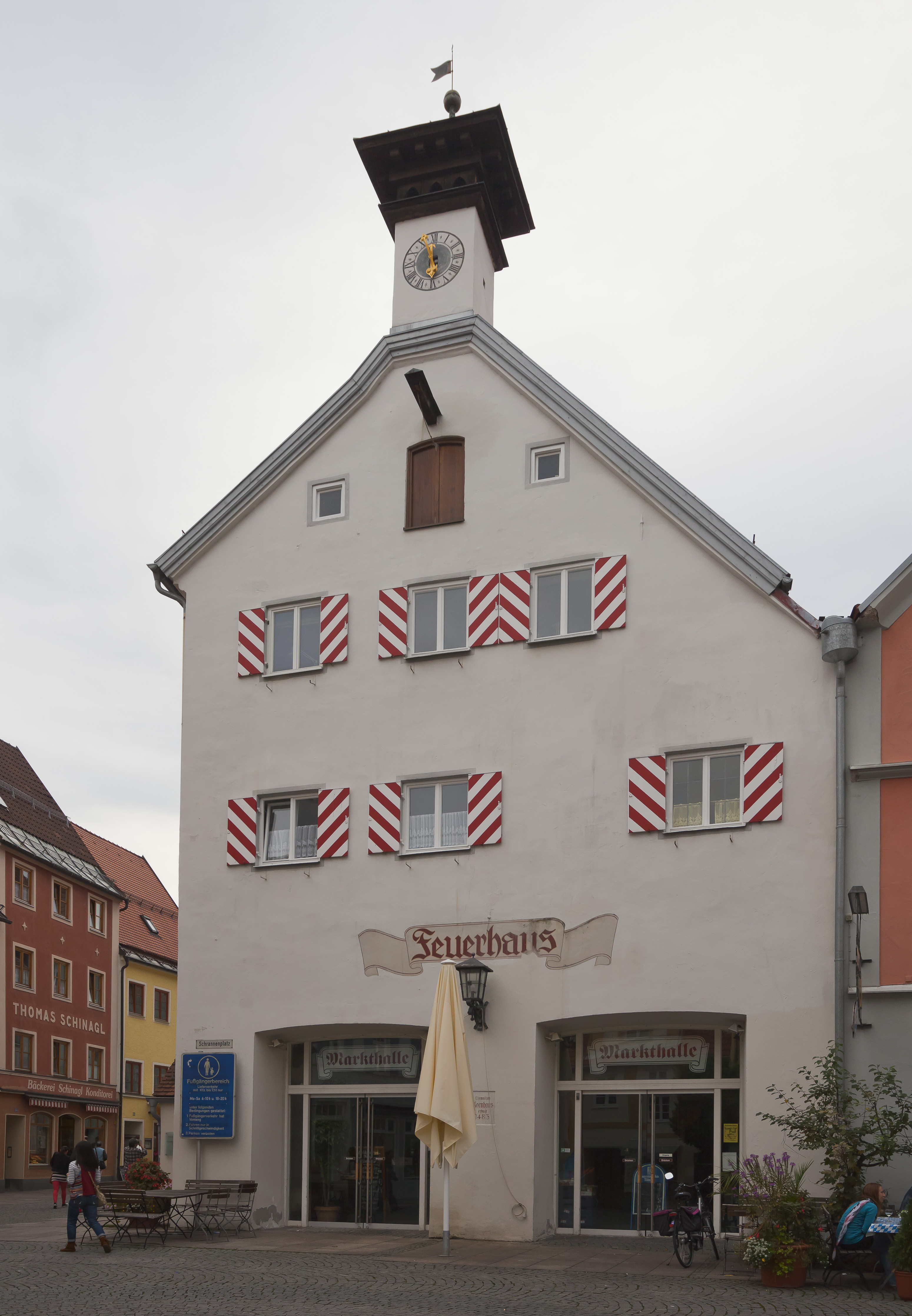
Schrannenplatz.